# Werner Delmes
Werner Delmes   (Colònia, 28 de setembre de 1930 - Colònia, 13 de gener de 2022) va ser un jugador d'hoquei sobre herba alemany que va competir durant les dècades de 1950 i 1960.
El 1956 va prendre part en els Jocs Olímpics d'Estiu de Melbourne, on guanyà la medalla de bronze en la competició d'hoquei sobre herba. Quatre anys més tard, als Jocs de Roma, fou setè en la mateixa competició.
Entre 1954 i 1962 va jugar 40 partits internacionals. A nivell de clubs va jugar al KTHC Stadion Rot-Weiss. Una vegada retirat va exercir d'entrenador de l'equip nacional, amb qui guanyà la medalla d'or als Jocs Olímpics de 1972 de Múnic.